# Kalayaan (Palawan)
Kalayaan ist eine philippinische Stadtgemeinde in der Provinz Palawan. Kalayaan wurde am 11. Juni 1978 gegründet und ist sowohl die westlichste als auch bezogen auf die Einwohnerzahl kleinste Stadtgemeinde der Philippinen. Das gesamte Gebiet der Stadtgemeinde wird von der Volksrepublik China als Teil der Stadt Sansha seiner Provinz Hainan beansprucht.
Die Stadtgemeinde besteht aus nur einem Baranggay mit dem Namen Pag-asa auf der gleichnamigen Insel Pag-asa, einer der zwischen sechs Staaten umstrittenen Spratly-Inseln. Sie hat 184 Einwohner (Zensus 1. August 2015), wovon die meisten Fischer sind. Die Zivilbevölkerung wurde durch die philippinische Regierung angesiedelt, um die philippinischen Ansprüche auf den westlichen Teil der Spratly-Inseln zu untermauern. Einmal im Monat bringt ein Versorgungsschiff der philippinischen Marine Versorgungsgüter. 
Auf der Insel gibt es eine Wasserfilteranlage, Stromgeneratoren, eine Wetterstation und einen Funkturm der philippinischen SMART Telecommunications.

## Geographie
Die Stadtgemeinde Kalayaan liegt im Westteil der Provinz Palawan. Sie besteht aus sieben Inselchen und einem Riff und hat eine Fläche von insgesamt 0,79 km².

### Pag-asa
Die größte Insel ist die Insel Pag-asa (oder Thitu) 11° 3′ N, 114° 17′ O mit einer Fläche von 37,2 ha. Davon bedeckt eine 1260 m lange Start- und Landebahn, die sowohl für Militärflugzeuge wie auch Zivilflugzeuge genutzt wird, 5,6 ha.

### Likas
Die nächstgrößte Insel ist die Insel Likas (oder West York) 11° 6′ N, 115° 2′ O. Diese Insel liegt 47 Meilen nordöstlich von Pag-asa und hat eine Fläche von 18,6 ha.
Die Insel ist ein Schutzgebiet für Meeresschildkröten, die auf der Insel das gesamte Jahr über ihre Eier ablegen. Das Felsfundament ist im Osten und Süden der Insel während der Ebbe sichtbar.
Der hohe Salzgehalt des Grundwassers auf der Insel verzögert das Wachstum eingeführter Pflanzen wie Kokosnuss, Ipil-ipil oder anderer Arten.
Nur die endemischen Arten gedeihen und überleben in dem heißen und feuchten Klima insbesondere während der Trockenzeit.

### Parola
Kleiner als die Insel Likas ist die Insel Parola (oder North East Cay) 11° 27′ N, 114° 21′ O 28 Meilen nordwestlich der Insel Pag-asa. Parola hat eine Fläche von ungefähr 12,7 ha und liegt näher an der durch Vietnam besetzten Insel Pugad als an Pag-asa.
Das Felsfundament der Insel ist im Westen der Insel sichtbar.
Das Grundwasser weist einen hohen Salzgehalt auf, die Vegetation beschränkt sich daher auf Strandvegetation.
Die Korallen rund um die Insel wurden weitgehend durch grassierende Dynamit- und Cyanidfischerei in der Vergangenheit zerstört.

### Kota
Die Insel Kota (oder Loaita) 10° 40′ N, 114° 26′ O hat eine Fläche von 6,45 ha und liegt 22 Meilen südöstlich von Pag-asa. Sie berührt die Loaitabank und -riff.
Die Felsfundamente aus Calcarenit sind im Westen während der Ebbe sichtbar. Der geologische Aufbau im Osten besteht aus Sand.
Die Gegenwart wandernder Seevögel erhöht den Phosphorgehalt des Sandes. Gelegentlich legen Meeresschildkröten ihre Eier auf der Insel ab.

### Panata
Die Insel Panata (oder Lankiam Cay) 10° 43′ N, 114° 32′ O liegt 8 Meilen nordöstlich der Insel Kota. Sie hat eine Fläche von 4400 m² (0,44 ha). Vor wenigen Jahren hatte die Insel noch eine Fläche von mehr als 5 ha. Die sandige Landfläche wurde jedoch durch hohe Wellen während eines Taifuns weggespült, zurück blieb das Felsfundament aus Calcerinit, das bei Ebbe sichtbar ist.

### Lawak
Die Insel Lawak (oder Nanshan) 10° 44′ N, 115° 48′ O hat eine Fläche von 7,93 ha und liegt 98 Meilen östlich von Pag-asa. Die Insel ist ein Vogelschutzgebiet. In ihrer Umgebung sind größere Phosphatvorkommen zu finden. Superphosphat wird in kleinem Maßstab abgebaut. Nahe der Wellenbrecher zwei Meilen vor der Küste sind intakte Hartkorallenriffe erhalten, die von schönen tropischen Fischen kolonisiert werden.

### Patag
Etwa 6 Meilen südwestlich von Lawak liegt die Insel Patag (oder Flat) 10° 50′ N, 115° 50′ O, eine Sandbank die abhängig von der Jahreszeit und den vorherrschenden Winden ihre Form ändert. Sie hat eine Fläche von 5740 m² (0,574 ha). Ebenso wie Panata ist Patag frei von Vegetation. Grundwasservorkommen konnten keine nachgewiesen werden. Zurzeit wird sie als militärischer Beobachtungsposten genutzt.

### Rizal Reef
Das Rizal Reef (oder Commodore Reef) 8° 21′ N, 115° 14′ O liegt am nächsten zu Balabac. Das Riff liegt natürlicherweise unterhalb der Wasserlinie und ist von einem Militärkontingent bemannt, das dort einen Stützpunkt hat.

### Topografie
Die Inselchen, aus der die Stadtgemeinde besteht, sind im Allgemeinen flach. Der höchste Punkt liegt nur zwei Meter über dem Meeresspiegel.

## Geschichte
1947 landete Tomas Cloma, ein philippinischer Abenteurer und Fischereimagnat, auf mehreren unbewohnten und unbesetzten Gruppen von Inseln und Inselchen in den Weiten des Südchinesischen Meers 380 Meilen westlich der Südspitze Palawans und gründete eine Siedlung.
Am 11. Mai 1956 nahm Tomas Cloma zusammen mit 40 Männern und seinem Bruder Filemon die Inseln offiziell in Besitz und nannte sie „Freedomland“ (Kalaya-an).
Vier Tage später am 15. Mai 1956 gab Cloma eine Erklärung heraus: „Notiz an die gesamte Welt“ und sandte sie auf jede der beanspruchten Inseln, um damit eine entschiedene Manifestation seiner unerschütterlichen Ansprüche auf dieses Gebiet zu demonstrieren.
Am 31. Mai 1956 erklärte Tomas Cloma die Gründung der Free Territory of Freedomland, zehn Tage danach sandte Cloma eine zweite Darstellung an den Außenminister der Philippinen, die darüber informierte, dass das beanspruchte Territorium den Namen „Freedomland“ erhielt.
Am 6. Juli 1956 gab Cloma eine Erklärung an die gesamte Welt ab, die seine Gebietsansprüche und die Bildung einer eigenständigen Regierung mit Sitz auf Flat Island (Patag) für die Free Territory of Freedomland beinhaltete.
Auf die Erklärung erfolgten von Seiten der Regierungen der benachbarten Staaten heftige und unfreundliche Reaktionen, insbesondere von Seiten Taiwans, das mit der Stationierung von Soldaten auf der nahegelegenen Insel Itu Aba reagierte und Clomas Männer und Schiffe innerhalb der unmittelbaren Umgebung der Insel abfing. Unfähig, die Schwierigkeiten und den Druck zu überwinden, trat Cloma seine Gebietsansprüche für einen Peso an die Philippinen ab.
Spratly Archipelago oder Spratlys ist die internationale Bezeichnung für den gesamten Archipel, zu dem die Kalayaan-Inselkette gehört. Dieses Gebiet als ganzes wird von China, Taiwan und Vietnam beansprucht. Die Philippinen beanspruchen im Wesentlichen nur den Westteil der Spratly-Inseln, der am nächsten zu Palawan liegt. Malaysia hält fünf Riffe besetzt. Brunei beansprucht nur ein Riff im Süden der Spratly-Inseln, das unterhalb der Wasserlinie liegt. Im Gegensatz zu den anderen Staaten unterhält Brunei keine Militärpräsenz auf den Spratly-Inseln.
Über die verschiedenen Gebietsansprüche und Gegenansprüche herrscht ein Konflikt zwischen den beteiligten Ländern, der letztendlich durch Clomas Gebietsansprüche ausgelöst wurde.
1971 erklärten die Philippinen 53 Inseln der Kalayaan-Inselgruppe zur terra nullius und okkupierten die Inseln Thitu, Flat und Nanshan. Im darauffolgenden Jahr wurde Kalayaan der Provinz Palawan unterstellt.
Im März 1976 wurde als Reaktion auf den wachsenden Interessenkonflikt das westliche Kommando der philippinischen Armee mit Basis in Palawan durch den philippinischen Präsident Ferdinand Marcos eingerichtet.
Um die territorialen Ansprüche von 1971 zu bekräftigen, annektierte Marcos durch Inkraftsetzung des Presidential Decree Nr. 1596 am 11. Juni 1978 offiziell die Kalayaan-Inseln und bildete eine eigenständige Stadtgemeinde mit dem Namen Kalayaan unter der politischen Zuständigkeit der Provinz Palawan, aber unter dem Schutz des Ministeriums für nationale Verteidigung.
Die Art, wie die Stadtgemeinde gegründet wurde, überbrückte die normale, im Gesetz (Local Government Code of 1991) vorgeschriebene Vorgehensweise und gesetzlich formulierten Voraussetzungen für die Bildung einer Stadtgemeinde. 
Die Bildung der Stadtgemeinde sollte die Entwicklung des Gebietes und die philippinischen Gebietsansprüche stärken.
Die allererste Bürgermeisterwahl in der Nach-Marcos-Ära wurde am 30. Januar 1980 durchgeführt und Aloner M. Heraldo zum ersten Bürgermeister gewählt.
Die erste freie Wahl wurde am 11. Mai 1992 durchgeführt und Gil D. Policarpio zum Bürgermeister gewählt. Policarpio war neun Jahre bis 2001 im Amt, am 2. Juli 2001 wurde Rosendo L. Mantes zum Bürgermeister gewählt.